# Vegalta Sendai
Maillots
Actualités
Le Vegalta Sendai (ベガルタ仙台) est un club japonais de football basé à Sendai, capitale de la préfecture de Miyagi et évoluant en J. League 2.

## Historique
Le club a été fondé en 1988 sous le nom de Tohoku Electric Power Soccer Club. En 1994, le nom de l'équipe a été changé pour Brammel Sendai dans le but d'entrer dans la J.League. En 1999 il a changé le nom de l'équipe en Vegalta Sendai, qui est le nom actuel de l'équipe, et a rejoint la J League 2 en 1999. Le nom de l'équipe "Vegalta" est dérivé du célèbre Sendai Tanabata et est né de la légende selon laquelle la princesse tisserande "Vega" de Tanabata et Hikoboshi "Altair" se rencontrent. Le souhait est de « s'intégrer aux citoyens de la préfecture et de réaliser leurs rêves ensemble ». L'aigle dessiné sur l'emblème est dérivé de « Aquila » auquel appartient Hikoboshi et symbolise « l'aigle qui apporte la victoire ».
Sans trophée majeur les haut du club reste la J.League 2 gagné en 2009 puis une finale de coupe de l'empereur perdue en 2018 face au Urawa Red Diamonds (1-0).

## Palmarès
| Compétitions nationales | Compétitions internationales                                                |
| - Championnat du Japon (0) - Vice-champion : 2012 - Coupe du Japon (0) - Finaliste : 2018 - Championnat du Japon de D2 (1) - Champion : 2009 - Vice-champion : 2001 | - Ligue des Champions (0) - Meilleure performance : Phase de groupe en 2013 |

## Joueurs et personnalités du club

### Entraîneurs
Le tableau suivant présente la liste des entraîneurs du club depuis 1988.
| Rang | Nom                | Période   |
| ---- | ------------------ | --------- |
| 1    | Takekazu Suzuki    | 1988-1995 |
| 2    | Choei Sato         | 1996      |
| 3    | Branko Elsner (en) | 1997      |
| 4    | Miloš Rus (en)     | 1997      |
| 5    | Toshiya Miura      | 1997      |

| Rang | Nom              | Période   |
| ---- | ---------------- | --------- |
| 6    | Takekazu Suzuki  | 1998-1999 |
| 7    | Hidehiko Shimizu | 1999-2003 |
| 8    | Hajime Ishii     | 2003      |
| 9    | Zdenko Verdenik  | 2003-2004 |
| 10   | Satoshi Tsunami  | 2005      |

| Rang | Nom                  | Période   |
| ---- | -------------------- | --------- |
| 11   | Joel Santana         | 2006      |
| 12   | Tatsuya Mochizuki    | 2007      |
| 13   | Makoto Teguramori    | 2008-2013 |
| 14   | Graham Arnold        | 2014      |
| 15   | Susumu Watanabe (en) | 2014-2020 |

| Rang | Nom               | Période            |
| ---- | ----------------- | ------------------ |
| 16   | Takashi Kiyama    | 2020-2021          |
| 17   | Makoto Teguramori | fév 2021- nov 2021 |
| 18   | Masato Harasaki   | depuis nov 2021    |

### Joueurs emblématiques
- Shinji Fujiyoshi
- Keita Isozaki
- Takayuki Nakahara
- Hisato Satō
- Kunimitsu Sekiguchi
- Naoya Tamura
- Ryang Yong-gi
- Satoshi Ōtomo
- Michael McGlinchey
- Slobodan Dubajić
- Baron
- Borges
- Lopes Tigrão
- Marcos
- Ricardo
- Schwenck
- Silvinho
- Thiago Neves
- Wilson

## Bilan saison par saison
Ce tableau présente les résultats par saison du Vegalta Sendai dans les diverses compétitions nationales et internationales depuis la saison 1999.
| Saison | Championnat | Championnat | Championnat | Championnat | Championnat | Championnat | Championnat | Championnat | Championnat | Championnat | Coupe du Japon      | Coupe de la Ligue | Coupes d'Asie   |
| Saison | Division    | Pos         | Pts         | J           | V           | N           | D           | BP          | BC          | Diff.       | Coupe du Japon      | Coupe de la Ligue | Coupes d'Asie   |
| ------ | ----------- | ----------- | ----------- | ----------- | ----------- | ----------- | ----------- | ----------- | ----------- | ----------- | ------------------- | ----------------- | --------------- |
| 1999   | J2 League   | 9e          | 31          | 36          | 10          | 4           | 22          | 30          | 58          | -28         | 2e tour             | 1er tour          | -               |
| 2000   | J2 League   | 5e          | 55          | 40          | 19          | 2           | 19          | 60          | 69          | -9          | 1er tour            | 1er tour          | -               |
| 2001   | J2 League   | 2e          | 83          | 44          | 27          | 5           | 12          | 78          | 56          | +22         | 3e tour             | 1er tour          | -               |
| 2002   | J1 League   | 13e         | 32          | 30          | 11          | 1           | 18          | 40          | 57          | -17         | 4e tour             | Phase de groupe   | -               |
| 2003   | J1 League   | 15e         | 24          | 30          | 5           | 9           | 16          | 31          | 56          | -25         | 3e tour             | Phase de groupe   | -               |
| 2004   | J2 League   | 6e          | 59          | 44          | 15          | 14          | 15          | 62          | 66          | -4          | 4e tour             | -                 | -               |
| 2005   | J2 League   | 4e          | 68          | 44          | 19          | 11          | 14          | 66          | 47          | +19         | 4e tour             | -                 | -               |
| 2006   | J2 League   | 5e          | 77          | 48          | 21          | 14          | 13          | 75          | 43          | +32         | 4e tour             | -                 | -               |
| 2007   | J2 League   | 4e          | 83          | 48          | 24          | 11          | 13          | 72          | 54          | +18         | 3e tour             | -                 | -               |
| 2008   | J2 League   | 3e          | 70          | 42          | 18          | 16          | 8           | 62          | 47          | +15         | 4e tour             | -                 | -               |
| 2009   | J2 League   | 1er         | 106         | 51          | 32          | 10          | 9           | 87          | 39          | +48         | Demi-finales        | -                 | -               |
| 2010   | J1 League   | 14e         | 39          | 34          | 10          | 9           | 15          | 40          | 46          | -6          | 2e tour             | Quarts de finale  | -               |
| 2011   | J1 League   | 4e          | 56          | 34          | 14          | 14          | 6           | 39          | 25          | +14         | 4e tour             | 2e tour           | -               |
| 2012   | J1 League   | 2e          | 57          | 34          | 15          | 12          | 7           | 59          | 43          | +16         | 3e tour             | Quarts de finale  | -               |
| 2013   | J1 League   | 13e         | 45          | 34          | 11          | 12          | 11          | 41          | 38          | +3          | Quarts de finale    | Quarts de finale  | Phase de groupe |
| 2014   | J1 League   | 14e         | 38          | 34          | 9           | 11          | 14          | 35          | 50          | -15         | 2e tour             | Phase de groupe   | -               |
| 2015   | J1 League   | 14e         | 35          | 34          | 9           | 8           | 17          | 44          | 48          | -4          | Quarts de finale    | Phase de groupe   | -               |
| 2016   | J1 League   | 12e         | 43          | 34          | 13          | 4           | 17          | 39          | 48          | -9          | 2e tour             | Phase de groupe   | -               |
| 2017   | J1 League   | 12e         | 41          | 34          | 11          | 8           | 15          | 44          | 53          | -9          | 2e tour             | Demi-finales      | -               |
| 2018   | J1 League   | 11e         | 45          | 34          | 13          | 6           | 15          | 44          | 54          | -10         | Finaliste           | Tour préliminaire | -               |
| 2019   | J1 League   | 11e         | 41          | 34          | 12          | 5           | 17          | 38          | 45          | -7          | Huitièmes de finale | Tour préliminaire | -               |
| 2020   | J1 League   | 17e         | 28          | 34          | 6           | 10          | 18          | 36          | 61          | -25         | -                   | Phase de groupe   | -               |
| 2021   | J1 League   | 19e         | 28          | 38          | 5           | 13          | 20          | 31          | 62          | -31         | 2e tour             | Phase de groupe   | -               |
| 2022   | J2 League   | 7e          | 63          | 42          | 18          | 9           | 15          | 67          | 59          | +8          | 3e tour             | -                 | -               |
| 2023   | J2 League   | 16e         | 48          | 42          | 12          | 12          | 18          | 48          | 61          | -13         | 3e tour             | -                 | -               |
| 2024   | J2 League   | 6e          | 64          | 38          | 18          | 10          | 10          | 50          | 44          | +6          | 2e tour             | 1er tour          | -               |
| Saison | Division    | Pos         | Pts         | J           | V           | N           | D           | BP          | BC          | Diff.       | Coupe du Japon      | Coupe de la Ligue | Coupes d'Asie   |
| Saison | Championnat |             |             |             |             |             |             |             |             |             | Coupe du Japon      | Coupe de la Ligue | Coupes d'Asie   |